# Havre de Rothéneuf
Le havre de Rothéneuf est une anse de France fermée au nord par l'île Besnard et son tombolo et à l'ouest par la pointe de Rothéneuf, en Bretagne. Il communique avec la Manche par un étroit goulet et s'assèche complètement à marée basse. Il abrite désormais des bateaux de plaisance et sert à la mise à l'eau des petits catamarans et kayaks de mer.
Sa plage, dite plage du Port de Rothéneuf, est accessible aux confins du quartier de Rothéneuf (Saint-Malo).

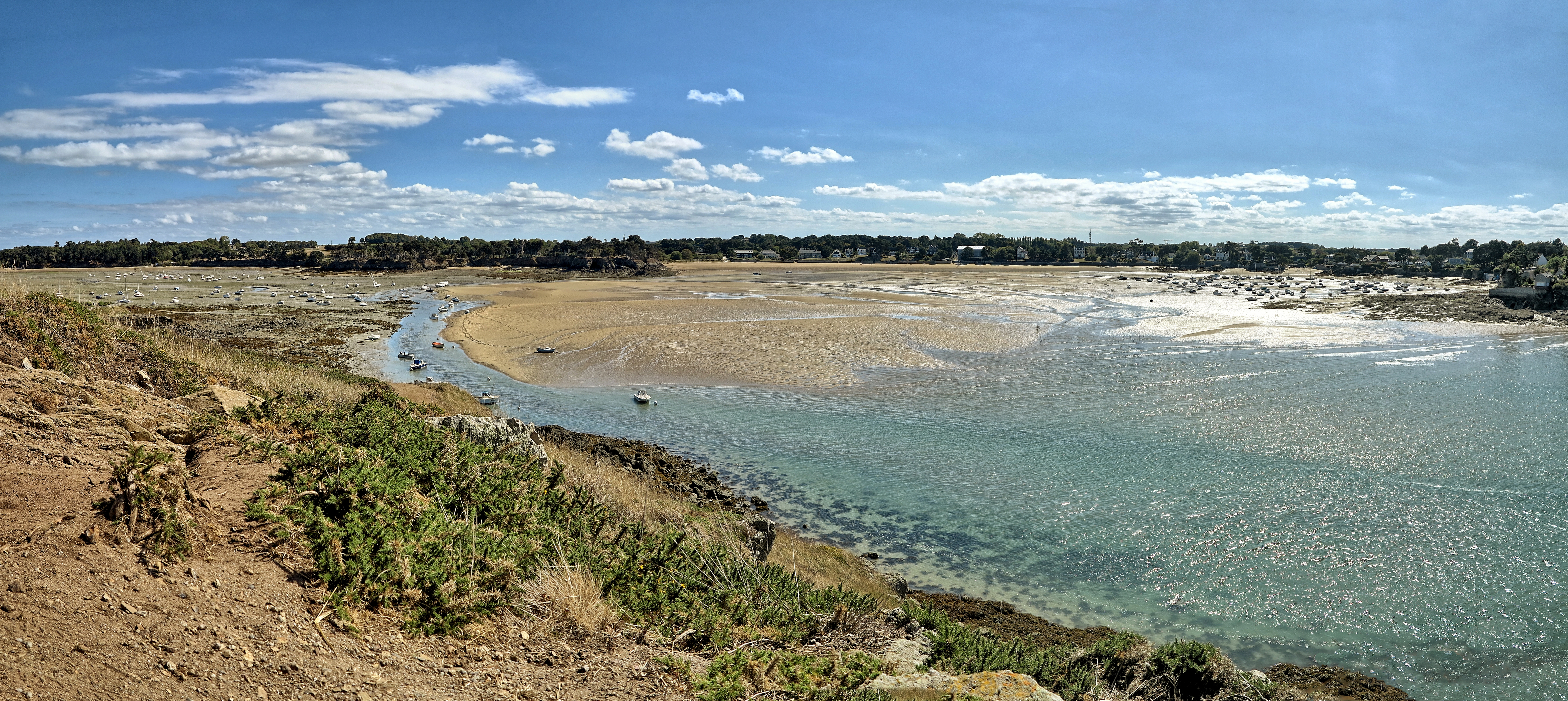
Vue générale du havre de Rothéneuf à marée basse depuis l'île Besnard.

## Histoire
Le havre de Rothéneuf tirerait son nom d’une illustre famille, les Rothéneuf, une famille de corsaires qui y abritait leurs bateaux. 
Sur la commune de Saint-Coulomb, il porte le nom de havre du Lupin, d'après le nom de la malouinière du Lupin dominant la côte sur sa partie sud. 
Au fond de cette anse, on peut deviner les ruines d’un ancien moulin à marée, celui du Lupin (cité en 1181, il est le plus ancien moulin à marée breton connu (mais il a disparu), le seul avec le moulin de Roche good sur le Frémur à Saint Briac sur le littoral d’Ille-et-Vilaine (les autres étant tous situés le long de la Rance). Exploité jusqu’en 1899, il n’en subsiste aujourd’hui que l’amorce de la digue. 
Sa particularité était d'être un moulin à cage de bois, à deux roues, adossé à une digue de pierre, qui profitait du fort marnage de cette vaste anse.

## Site naturel
À proximité de l'île Besnard, gérée par le Conservatoire du littoral, on peut observer sur les grèves, le long du tombolo des Chevrets, des touffes d’herbus constitués de salicornes, d’obiones, d’atriplex et autres végétations caractéristiques des pré-salés.
La slikke, zone de vase nue recouverte à chaque marée, héberge de nombreux mollusques et invertébrés qui servent de nourriture aux échassiers (courlis, aigrettes, gravelots, etc.) et aux oiseaux limicoles (bernaches, tadornes de Belon, etc.). Ils sont faciles à observer à la période des migrations.  
Pendant les grandes marées, le fort marnage permet la pêche à pied. De nombreux pêcheurs arpentent sable et rochers à la recherche de lançons, étrilles, tourteaux et petits homards.
À marée basse sont alors visibles : bécasseau variable, huîtrier pie, courlis cendré, chevalier gambette, tadorne de Belon, etc.